# Confédération nationale des syndicats hongrois
La Magyar Szakszervezetek Országos Szövetsége (MSzOSz - Confédération nationale des syndicats hongrois) est une centrale syndicale hongroise affiliée à la Confédération européenne des syndicats et à la Confédération syndicale internationale.
Le syndicat organise début 2019 des manifestations contre la loi de « flexibilisation » du temps de travail adoptée par le gouvernement de Viktor Orbán, laquelle « conduira à une détérioration significative des conditions de travail et à un niveau élevé d’exploitation des travailleurs ».

## Liens
Site officiel de la MSzOSz